# Eugenia sanjuanensis
Eugenia sanjuanensis es una especie de planta perteneciente a la familia de las mirtáceas. 

## Descripción
Generalmente son arbustos, que alcanzan un tamaño de 2–4 m de alto; con ramitas glabras. Hojas oblongo-elípticas u oblongo-lanceoladas, 23.5–35.8 cm de largo y 6–11 cm de ancho, ápice agudo, base generalmente subauriculada, algunas veces redondeada, glabras. Flores desconocidas, pero los ejes de las infructescencia no son alargados por lo que los 4–6 frutos parecen dispuestos en grupos umbeliformes, pedicelo 7–10 mm de largo, densamente café-rojizo tomentoso, bractéolas separadas, densamente café-rojizo tomentosas; lobos del cáliz ovado-deltoides u elíptico-deltoides, 3–5 mm de largo, densamente tomentosos. Frutos oblongo-elípticos, 12–25 mm de largo.

## Distribución y hábitat
Es una especie rara, que se encuentra en lugares riparios, en el sur de la zona atlántica; a una altitud de 50–70 metros en Nicaragua y Panamá.

## Taxonomía
Eugenia sanjuanensis fue descrita por P.E.Sánchez y publicado en Phytologia 63(5): 402–403. 1987.
Etimología
Eugenia: nombre genérico otorgado en honor del  Príncipe Eugenio de Saboya.
sanjuanensis: epíteto geográfico que alude a su localización en el Río San Juan.